# Connecta
Connecta AB var ett svenskt konsultbolag som arbetade med företagsförändringar på ledningsnivå. Bolaget grundades 1993 och hade i november 2012 omkring 800 anställda. Connecta var noterat på Stockholmsbörsen och omsatte under 2011 cirka 870 miljoner kronor. Bolagets VD heter Leif Lindqvist. Connecta hade sitt huvudkontor i Stockholm och ett lokalt kontor i Malmö. Connecta köptes upp av och gick samman med Acando 2014 och avnoterades från börsen.
Verksamheten fanns främst inom områden såsom Customer Relationship Management (CRM), Supply Chain Management (SCM), Change management, affärssystem (såsom SAP), IT-strategier samt strategi- och affärsutveckling. Uppdragsgivarna var främst större nordiska bolag.

## Connecta Group
Connecta Group var benämningen på Connecta och dess koncernbolag Tarento, Techta och Titan IT. Techta är ett konsultbolag specialiserat på IT-infrastruktur, Tarento säljer tjänster inom applikationsförvaltning, test och support och Titan IT är ett specialiserat konsult- och rekryteringsbolag.

## Traineeprogram
Connecta hade ett treårigt traineeprogram . Under programmets gång arbetade alla  traineer som konsulter inom olika kundprojekt. Connectas traineeprogram var certifierat i enlighet med TraineeGuiden.